# 回レ!雪月花
「回レ！雪月花」（まわれ せつげつか）は、歌組雪月花の楽曲。ヒゲドライバーが作詞・作曲・編曲・サウンドプロデュースを手掛けた。シングルは、2013年11月27日にメディアファクトリーから発売された。

## 概要
本曲は、テレビアニメ『機巧少女は傷つかない』のエンディングテーマに起用された。登場キャラクターの雪月花［いろり（茅野愛衣）、夜々（原田ひとみ）、小紫（小倉唯）］による特別ユニット「歌組雪月花」がボーカルを担当している。レコーディングは何度もリテイクが行われ、声優やディレクターが試行錯誤を重ねて完成した。デモソングの時点では、2番の歌詞のサビ部分に「飛ンデ」というフレーズがあった。

## 音楽性
夜々役の原田ひとみは、四字熟語がたくさん出てくる歌詞が面白く、『機巧少女は傷つかない』の世界観も合わせて「和」のイメージがあり、太鼓の「ポン」という音が楽しいと述べた。この曲を歌った際には、3人でキーを合わせなければならず、夜々の声はほとんど裏声で演じていたため、低めのキーで展開するAメロパートを夜々としての声を保ちつつ歌うのに苦労したという。この曲はテンポが速かったため、どのようにキャラクターらしさを出すかがポイントであり、歌詞が鉤括弧で囲まれている部分では、キャラクターの気持ちを乗せて歌うよう、特に意識したと語っている。
いろり役の茅野愛衣は、息継ぎのタイミングが分からないほど速く、本当に機械仕掛けの少女が歌っているような曲であると述べた。歌詞の四字熟語は普通に話しても言いづらいものが多く、歌うときに苦労したという。しかし、いろりは大人びたキャラクターだったので、必死さが表に出ないように意識して歌っている。
小紫役の小倉唯は、歌詞が『機巧少女は傷つかない』の世界観とマッチしており、サビではお祭りっぽさがあり盛り上がる曲であると述べた。また、三姉妹で歌うので、姉妹らしさがある曲でもあると語った。しかし歌うのが難しく、特にAメロでは、コツを教えてもらうまでは口がスピードについていかず、噛んでばかりだったという。

## 批評
音楽雑誌の『リスアニ!』は、オープニングテーマを歌う原田ひとみの「カッコ良くセクシーな歌声」とは違った、作中で演じるキャラクター“夜々”としてのコケティッシュな歌声も聞きどころであると述べており、曲全体に対しては「“回レ！” と連呼するサビなど詰めこまれた言葉が楽しい」と評した。

## シングル収録内容
| 全作詞・作曲・編曲: ヒゲドライバー。 |                                                                          |                |                |      |
| #                                    | タイトル                                                                 | 作詞           | 作曲・編曲     | 時間 |
| 1.                                   | 「回レ！雪月花」(テレビアニメ『機巧少女は傷つかない』エンディングテーマ) | ヒゲドライバー | ヒゲドライバー | 3:56 |
| 2.                                   | 「夢見サンライズ」                                                       | ヒゲドライバー | ヒゲドライバー | 5:05 |
| 3.                                   | 「回レ！雪月花 (chiptune Remix)」                                        | ヒゲドライバー | ヒゲドライバー | 5:21 |
| 4.                                   | 「回レ！雪月花 (w/o Sisters)」                                           | ヒゲドライバー | ヒゲドライバー | 3:56 |
| 5.                                   | 「夢見サンライズ (w/o Sisters)」                                         | ヒゲドライバー | ヒゲドライバー | 5:01 |
| 合計時間:                            | 合計時間:                                                                | 23:22          |                |      |

## 音楽ゲームへの収録
| メーカー                         | 収録開始日     | ゲームタイトル                    | 備考                                                     |  |
| -------------------------------- | -------------- | --------------------------------- | -------------------------------------------------------- |  |
| コナミデジタルエンタテインメント | 2013年12月19日 | Dance Dance Revolution            | 2014年1月23日から、CHALLENGE譜面とアニメ映像が追加された |  |
| コナミデジタルエンタテインメント | 2013年12月19日 | jubeat saucer                     |                                                          |  |
| コナミデジタルエンタテインメント | 2013年12月19日 | pop'n music Sunny Park            |                                                          |  |
| コナミデジタルエンタテインメント | 2013年12月19日 | REFLEC BEAT colette -All Seasons- |                                                          |  |
| コナミデジタルエンタテインメント | 2014年5月28日  | Dance Evolution ARCADE            |                                                          |  |
| コナミデジタルエンタテインメント | 2014年7月10日  | GITADORA OverDrive                | 隠し曲、アニメ映像付き                                   |  |
| コナミデジタルエンタテインメント | 2014年9月5日   | jubeat plus                       | 有料追加配信パック                                       |  |
| コナミデジタルエンタテインメント | 2014年9月5日   | REFLEC BEAT plus                  | 有料追加配信パック                                       |  |
| コナミデジタルエンタテインメント | 2014年9月11日  | BeatStream                        | アニメ映像付き。2015年9月3日に削除                       |  |
| コナミデジタルエンタテインメント | 2015年12月21日 | BeatStream アニムトライヴ         | 復活収録                                                 |  |
| コナミデジタルエンタテインメント | 2019年8月29日  | SOUND VOLTEX VIVID WAVE           | リミックス版(『回レ！雪月花 (Heart's Cry Remix)』)を収録 |  |
| セガ・インタラクティブ           | 2016年2月4日   | チュウニズム                      |                                                          |  |
| セガ・インタラクティブ           | 2016年12月15日 | maimai                            |                                                          |  |
| セガ・インタラクティブ           | 2018年12月6日  | オンゲキ                          |                                                          |  |
| ブシロード                       | 2019年1月2日   | バンドリ! ガールズバンドパーティ! | ハロー、ハッピーワールド!によるカバー                    |  |
| ブシロード                       | 2023年2月5日   | D4DJ Groovy Mix                   | UniChØrdによるカバー                                     |  |

## チャート
| チャート（2013年）                | 最高位 |
| --------------------------------- | ------ |
| オリコン週間                      | 17     |
| Billboard JAPAN Hot 100           | 15     |
| Billboard JAPAN Hot Singles Sales | 12     |
| Billboard JAPAN Hot Animation     | 2      |
| サウンドスキャンジャパン          | 11     |

## カバー
- ハロー、ハッピーワールド!［弦巻こころ（伊藤美来）］ - ゲーム『バンドリ! ガールズバンドパーティ!』に収録（2019年1月2日追加[11]）。同年12月発売のアルバム『バンドリ！ ガールズバンドパーティ！ カバーコレクション Vol.3』でCD初収録。
- HaNaMiNa [secret]回レ！雪月花 HaNaMiNaアレンジ - 回レ！GO！GO！チュウニズム
- 佐咲紗花 - 2022年3月23日発売のカバーアルバム『SAYAKAVER. 〜triangle〜[16]』に収録。またYouTubeにて公開のOne-Shot Recording動画[17]ではangelaのatsukoとのコラボ歌唱を行っている。
- UniChØrd［海原ミチル（小岩井ことり）］ - ゲーム『D4DJ Groovy Mix』に収録（2023年2月5日追加[18]）。